# Греково-Зайцеве
Гре́ково-За́йцеве — колишнє село в Амвросіївському районі Донецької області. Донецька обласна рада рішенням від 7 квітня 2005 року у Амвросіївському районі виключила з облікових даних село Греково-Зайцеве Зеленівської сільради.
Найближчі населені пункти: Макіївка, Донецьк, Горлівка.